# پردیدو کی (فلوریدا)
پردیدو کی (به انگلیسی: Perdido Key) یک منطقهٔ مسکونی در ایالات متحده آمریکا است که در پنساکولا، فلوریدا واقع شده‌است.